# Hulstaertia cinnabarina
Hulstaertia cinnabarina är en insektsart som beskrevs av Willy Adolf Theodor Ramme 1931. Hulstaertia cinnabarina ingår i släktet Hulstaertia och familjen gräshoppor. Inga underarter finns listade i Catalogue of Life.